# Borderlands 3
Borderlands 3 ist ein von dem US-amerikanischen Studio Gearbox Software entwickeltes Videospiel. Der Ego-Shooter im Cel-Shading-Stil ist die direkte Fortsetzung zu Borderlands 2 aus dem Jahr 2012 und wurde erneut von 2K Games auf den Markt gebracht. Borderlands 3 erschien am 13. September 2019 für Microsoft Windows, PlayStation 4 und Xbox One sowie am 30. Oktober 2019 für macOS. Auf Google Stadia war es seit dem 17. Dezember 2019 per Cloud Gaming spielbar. Nachdem die digitale PC-Version von Borderlands 3 zunächst nur über den Epic Games Store vertrieben wurde, erschien sie am 30. März 2020 auch auf Steam. Zum Start der neuen Konsolen folgten im November 2020 Versionen für Xbox Series und PlayStation 5.

## Spielprinzip
Borderlands 3 ist das fünfte Spiel im Borderlands-Universum. Spieler, die entweder allein oder in Gruppen von bis zu vier Personen spielen, können einen Charakter aus einer von vier Klassen auswählen und verschiedene Haupt- und Nebenmissionen erfüllen. Diese werden von Nicht-Spieler-Charakteren (NPCs) und an sogenannten Bounty-Boards vergeben und versprechen dem Spieler nicht nur finanzielle Belohnungen und Ausrüstungsgegenstände, sondern auch Erfahrungspunkte. Erreicht der Spieler ein bestimmtes Level, kann er mit diesen Erfahrungspunkten die Fähigkeiten seines Charakters verbessern. Zum Start des Spiels gab es vier Charaktere: Amara, die Sirene; Moze, die Soldatin; Zane, den Agenten; und FL4K, einen Roboter und Bestienmeister. Im Gegensatz zu früheren Borderlands-Spielen kann jeder Charakter in diesem Teil drei einzigartige Fähigkeiten freischalten, wovon jedoch nur, bis auf Zane, eine auf einmal ausgerüstet werden darf. Der Agent hat die Möglichkeit, auf seinen Granatenmod zu verzichten und dafür eine weitere Fähigkeit auszurüsten.
Der Spieler erhält Zugang zu einem Raumschiff namens Sanctuary III, das als zentraler Anlaufpunkt zwischen Missionen dient. Hier kann der Spieler unter anderem seine Ausrüstung lagern, sich über Verkaufsautomaten oder eine goldene Truhe neue Gegenstände beschaffen, mit den Crewmitgliedern interagieren oder andere Planeten ansteuern. Eine Karte der Spielwelt erlaubt es dem Spieler jedoch, von überall aus bereits besuchte Orte per Schnellreise zu besuchen, was ferner auch mit einem über eine Catch-a-ride-Station zu erlangendes Fahrzeug möglich ist.
Neben dem Erledigen von Missionen besteht der Hauptsinn des Spiels im Töten von Gegnern, dem Erkunden der offenen Spielwelt sowie dem Sammeln von Erfahrungspunkten und verschiedensten Ausrüstungsgegenständen. Die Spielfigur bedient sich einer Vielzahl an Waffen, welche in die Klassen Sturmgewehre, Maschinenpistolen, Pistolen und Revolver, Schrotflinten, Scharfschützengewehre sowie Bazookas eingeteilt sind. Sie unterscheiden sich in Werten wie Schaden, Nachladegeschwindigkeit oder Seltenheit. Im Gegensatz zu vielen anderen Shooterspielen ist eine Verbesserung der Waffen nicht möglich, vielmehr kann und soll durch das Besiegen von Endgegnern oder durch das Auffinden spezieller Kisten immer besseres Material gefunden werden. Zusätzlich zu den normalen Waffen, von denen maximal vier auf einmal im Wechsel benutzt werden können, steht dem Spieler der Einsatz von Granaten frei, Schutzschilde dienen als Puffer, bevor die Lebensenergie durch Schadenseinwirkung sinkt. Darüber hinaus können noch zwei verschiedenste Spielerattribute verbessernde Artefakte ausgerüstet werden.

## Handlung
Borderlands 3 spielt einige Jahre nach dem zweiten Teil sowie Tales from the Borderlands, in deren Verlauf sowohl Handsome Jack ums Leben kam als auch die Hyperion Corporation ihr Ende fand. Die Geschichte beginnt auf dem Planeten Pandora, der Kammern voller Reichtümer (Vaults), die einst von der außerirdischen Zivilisation der Eridianer errichtet wurden, beherbergen soll. Die Ausbeutung Pandoras wegen ihrer Bodenschätze und der Vaults durch verschiedene Großkonzerne wie Hyperion haben ihre Spuren hinterlassen und es sind dort nur noch wenige Bewohner sesshaft. Unter dem Banner der Children of the Vault (deutsch Kinder der Kammer) scharen die Geschwister Troy und Tyreen Calypso sämtliche Banditenstämme des Planeten mit dem Ziel um sich, das entstandene Machtvakuum zu füllen. Sie sind die primären Antagonisten des Spieles und möchten sich die Schätze der auf anderen Planeten befindlichen Vaults aneignen.
Lilith, eine Sirene, welche mittlerweile die Führung der Rebellengruppe Crimson Raiders übernommen hat, engagiert den Spieler in Gestalt eines Vaulthunters, um das Geschwisterpaar aufzuhalten. Die Truppe wird ergänzt durch bereits bekannte Charaktere wie Claptrap, Tiny Tina, Brick, Patricia Tannis, Maya, Miss Mad Moxxi, Rhys Strongfork, Mordecai, Zer0 oder Sir Alistair Hammerlock, die jedoch allesamt nicht selbst spielbar sind. Im weiteren Handlungsverlauf verschlägt es den Spieler und seine Mitstreiter neben Pandora auch auf die Planeten Promethea, Athenas, Eden-6 und Nekrotafeyo, die sich alle in derselben Galaxis befinden.

## Add-ons
Folgende Add-ons sind bislang zu dem Spiel erschienen:
- Moxxi's Überfall auf den Handsome Jackpot (19. Dezember 2019)[5]
- Wummen, Liebe und Tentakel (26. März 2020)[6]
- Blutgeld (25. Juni 2020)[7]
- Psycho-Krieg und der fantastische Fustercluck (10. September 2020)[8]

## Rezeption
Auf der Gamescom 2019 gewann das Spiel in der Kategorie Bestes Multiplayerspiel.
IGN bewertete Borderlands 3 mit 9 von 10 Punkten und Gamespot mit 8 von 10 Punkten. 4Players vergab die Wertungen 73 % (PC) und 72 % (Konsole). Gamestar bewertete die PC-Version mit 88 %.
Der Metascore beträgt 81 (PC), 79 (PlayStation 4) und 82 (Xbox One) von 100 möglichen Punkten.
Borderlands 3 war bei The Game Awards 2019 in den Kategorien Bestes Action/Adventure-Spiel und Bester Multiplayer nominiert. Eine Nominierung erhielt der Mehrspieler-Modus auch bei den British Academy Video Games Awards.